# タチハラ
タチハラは、立原正雄（1913年 - ）が1933年に創業し、2013年に廃業した東京都北区の大判カメラメーカー、タチハラ写真機製作所のカメラブランド名である。
4×5in判の木製カメラボディーを主に、5×7in判、8×10in判、11×14in判木製カメラを生産していた。年間生産台数約700台、年間売上高約4,800万円。「組み立て暗箱」を最初に生産し、以後フィールド用や写場用のハンド・メイドの大型カメラを安価に提供し続けていた。
素材は北海道・日高山脈で育った樹齢300年以上の朱利桜を東京・新木場で買いつけ、約2年寝かした後カット、組み上げたらさらに1ヶ月の間干す。木製部品は約30パーツ。100分の3ミリ単位で誤差範囲に収まると塗装を外注。その後金属部品やレンズ、蛇腹を取り付ける。1台の製作に約4年を必要とした。
「タチハラ」のブランドは世界に知られ、海外からも注文が多かった。少量生産であるが、木製のフィールド・カメラとして、とりわけ「フィルスタンド45」は、アマチュアフォトグラファーに愛好者が多く、ハンドメイドのウッドカメラの地位を不動のものとした。創業者の子である立原道夫（1939年 - )が継ぎ、従業員約5名であった。